# امیلیو ولپیچلی
امیلیو ولپیچلی (انگلیسی: Emilio Volpicelli؛ زادهٔ ۳ اوت ۱۹۹۲) بازیکن فوتبال است.
از باشگاه‌هایی که در آن بازی کرده‌است می‌توان به باشگاه فوتبال ونتزیا اشاره کرد.